# 瓦里薩亞納山
13°45′44″S 70°43′20″W / 13.76222°S 70.72222°W
瓦里薩亞納山（Huarisayana），是秘魯的山峰，位於該國東南部庫斯科大區和普諾大區，由馬爾卡帕塔區和卡拉瓦亞省負責管轄，屬於韋爾卡努塔山脈的一部分，海拔高度約5,200米。